# Petri Keskitalo
Petri Juhani Keskitalo (né le 10 mars 1967 à Raahe) est un athlète finlandais, spécialiste du décathlon. Il a comme surnoms "Pete" et "Elmo".
Après avoir été champion du monde junior à Athènes en 1986, son meilleur placement est une 5e place aux Championnats du monde à Tokyo avec 8 318 points, record de Finlande.